# L'herència Ferramonti
L'herència Ferramonti (títol original en italià: L'eredità Ferramonti) és una pel·lícula italiana dirigida per Mauro Bolognini el 1976. Ha estat doblada al català.

## Argument
A Roma, el 1880, Gregorio Ferramonti que ha fet fortuna en el forn de pa, menysprea i rebutja els seus tres fills, Mario, Pippo i Teta, que acusa de no estimar-lo i de no voler-ne més que els seus diners. Teta s'ha casat amb Paolo Furlin, alt funcionari del Ministeri d'obres públiques i aviat diputat. Mario és un especulador maldestre, cobert de deutes de jocs, que col·lecciona amants. Pippo és un dèbil que es llança sense èxit en un negoci de quincalleria. Adquireix el seu fons de comerç dels esposos Carelli, i es casa amb la filla, Irene, la qual emprèn, amb fins arrivistes, la reconciliació i seducció de tota la família Ferramonti, esdevenint l'amant de Mario i de Gregorio.

## Repartiment
- Dominique Sanda: Irene Carelli-Ferramonti
- Anthony Quinn: Gregorio Ferramonti
- Fabio Testi: Mario Ferramonti
- Gigi Proietti (als crèdits, Luigi Proietti): Pippo Ferramonti
- Adriana Asti: Teta Ferramonti-Furlin
- Paolo Bonacelli: Paolo Furlin
- Rossella Rusconi: Flaviana Barbati
- Harold Bradley (als crèdits, Harald Bromley): Andrea Barbati
- Silvia Cerio: La signora Minelli
- Maria Russo: Rosa Carelli
- Simone Santo: Armando Carelli
- Rossana Di Lorenzo: Matilda

## Premis i nominacions
- Festival de Cannes 1976: Premi a la interpretació femenina (Festival de Canes) per Dominique Sanda.